# Rolf Metz
Rolf Metz (* 17. März 1910 in Gudensberg; † 27. September 1996) war ein hessischer Politiker (FDP) und ehemaliger Abgeordneter des Hessischen Landtags.

## Ausbildung und Beruf
Rolf Metz besuchte die Volksschule in Gudensberg und das Realgymnasium in Melsungen und machte anschließend eine landwirtschaftliche Lehre in Westfalen und Niedersachsen. Seit 1933 war er im väterlichen Gut tätig, das er 1952 selbst übernahm. Metz war seit September 1932 SS-Mitglied (SS-Nummer 56.216), zuletzt im Range eines SS-Obersturmführers. 1935 bis 1936 leistete er freiwilligen Dienst bei der Wehrmacht. Vom 1. Januar 1940 bis 11. Mai 1942 gehörte er zur SS-Totenkopf-Reiterstandarte an, war als SS-Untersturmführer und „Schw. Chef“ im SS-Führungshauptamt und war Inspekteur für Reit- und Fahrwesen und war u. a. bei der „Aktion Pripjetsümpfe“ an Einsätzen gegen Partisanen und Zivilisten, in der Mehrzahl jüdische Menschen, beteiligt. Am 12. August 1941 lautete eine der Meldungen der SS-Brigade dazu: „Weiber und Kinder in die Sümpfe zu treiben, hatte nicht den Erfolg, den er [sic] haben sollte, denn die Sümpfe waren nicht so tief, daß ein Einsinken erfolgen konnte. […] Die Gesamtzahl der von der Reit.Abt. erschossenen Plünderer usw. beträgt: 6.526.“

## Politik
Rolf Metz trat zum 1. Juli 1931 der NSDAP bei (Mitgliedsnummer 770.877). Womöglich erfolgte bis Mai 1932 ein Austritt und erneuter Eintritt.
1946 trat Metz der FDP (damals: LDP) bei und war ab 1961 Kreisvorsitzender der FDM im Landkreis Fritzlar-Homberg. Von 1952 bis 1968 war er Stadtverordneter in Gudensberg, seit 1961 Mitglied des Kreistags Fritzlar-Homberg und dort Fraktionssprecher zunächst der Einheitsliste, später der FDP.
Rolf Metz war zwischen Februar 1973 und dem 31. Oktober 1973 Mitglied der Verbandsversammlung des LWV und vom 1. Dezember 1970 bis zum 28. November 1974 Mitglied des Hessischen Landtags.

## Sonstige Ämter
Rolf Metz war in verschiedenen berufsständischen Organisationen in Nordhessen ehrenamtlich tätig. So war er Vorsitzender der Arbeitsgemeinschaft Deutscher Rinderzüchter und stellvertretender Vorsitzender der Arbeitsgemeinschaft Deutscher Tierzüchter.